# Kazakistan ai Giochi della XXVII Olimpiade
Il Kazakistan partecipò ai Giochi della XXVII Olimpiade, svoltisi a Sydney, Australia, dal 15 settembre al 1º ottobre 2000, con una delegazione di 130 atleti impegnati in diciassette discipline.

## Medaglie
| Medaglia | Nome            | Sport    | Evento                  |
| -------- | --------------- | -------- | ----------------------- |
| Oro      | Olga Shishigina | Atletica | 100m ostacoli femminili |

## Risultati

### Pallanuoto
- Uomini

| Atleta | Classifica |                       |
| --- | --- | --------------------- |
| V · D · M Nazionale maschile kazaka di pallanuoto · Giochi olimpici - Sydney 2000 Elke · Shvedov · Sevostyanov · Orazalinov · Zhivchikov · Zagoruyko · Zaytsev · Chernov · Chentsov · Drozdov · Prokhin · Zhilyayev · Smolovoy · CT : Nikolay Loshkin | 9° |                       |
| Nazionale maschile kazaka di pallanuoto · Giochi olimpici - Sydney 2000 | |                       |
| Elke · Shvedov · Sevostyanov · Orazalinov · Zhivchikov · Zagoruyko · Zaytsev · Chernov · Chentsov · Drozdov · Prokhin · Zhilyayev · Smolovoy · CT: Nikolay Loshkin                                                                                    | Elke · Shvedov · Sevostyanov · Orazalinov · Zhivchikov · Zagoruyko · Zaytsev · Chernov · Chentsov · Drozdov · Prokhin · Zhilyayev · Smolovoy · CT: Nikolay Loshkin | Kazakistan (bandiera) |

- Donne

| Atleta | Classifica |                       |
| --- | --- | --------------------- |
| V · D · M Nazionale femminile kazaka di pallanuoto · Giochi olimpici - Sydney 2000 Buravova-Khapsalis · Olkhina · Borodavko · Pyryseva · Koroleva · Galkina · Leshchuk · Gerzanich · Jakayeva · Aleyeva · Boroda · Ignatyeva · Gubina · CT : Sergey Maslyuk | 6° |                       |
| Nazionale femminile kazaka di pallanuoto · Giochi olimpici - Sydney 2000 | |                       |
| Buravova-Khapsalis · Olkhina · Borodavko · Pyryseva · Koroleva · Galkina · Leshchuk · Gerzanich · Jakayeva · Aleyeva · Boroda · Ignatyeva · Gubina · CT: Sergey Maslyuk                                                                                     | Buravova-Khapsalis · Olkhina · Borodavko · Pyryseva · Koroleva · Galkina · Leshchuk · Gerzanich · Jakayeva · Aleyeva · Boroda · Ignatyeva · Gubina · CT: Sergey Maslyuk | Kazakistan (bandiera) |